# نبردناو وریته
نبردناو وریته (به انگلیسی: French battleship Vérité) یک کشتی بود که طول آن ۱۳۳٫۸۱ متر (۴۳۹٫۰ فوت) بود.